# Konstantin Kriżewski
Konstantin Stanisławowicz Kriżewski (ros. Константин Станиславович Крижевский, ur. 20 lutego 1926 w Odincowie, zm. 18 listopada 2000 w Moskwie) – piłkarz rosyjski grający na pozycji obrońcy. W swojej karierze rozegrał 14 meczów w reprezentacji Związku Radzieckiego.

## Kariera klubowa
Swoją karierę piłkarską Kriżewski rozpoczął w klubie Krylja Sowietow Kujbyszew. W 1946 roku zadebiutował w jego barwach w radzieckiej ekstraklasie. W Krylji Sowietow grał do końca 1947 roku, a na początku 1948 roku odszedł do WWS Moskwa. W zespole WWS grał przez pięć sezonów.
W 1953 roku Kriżewski został zawodnikiem Dinama Moskwa. W 1953 roku zdobył z nim Puchar Związku Radzieckiego. Z kolei w latach 1954, 1955, 1957 i 1959 wywalczył z zespołem Dynama cztery tytuły mistrza Związku Radzieckiego. W 1961 roku zakończył w Dynamie swoją karierę sportową.
| Sezon | Klub                      | Kraj | Rozgrywki     | Mecze | Bramki |
| ----- | ------------------------- | ---- | ------------- | ----- | ------ |
| 1946  | Krylja Sowietow Kujbyszew | ZSRR | Wysszaja Liga | 3     | 0      |
| 1947  | Krylja Sowietow Kujbyszew | ZSRR | Wysszaja Liga | 17    | 0      |
| 1948  | WWS Moskwa                | ZSRR | Wysszaja Liga | 22    | 0      |
| 1949  | WWS Moskwa                | ZSRR | Wysszaja Liga | 30    | 0      |
| 1950  | WWS Moskwa                | ZSRR | Wysszaja Liga | 29    | 0      |
| 1951  | WWS Moskwa                | ZSRR | Wysszaja Liga | 27    | 0      |
| 1952  | WWS Moskwa                | ZSRR | Wysszaja Liga | 5     | 0      |
| 1953  | Dinamo Moskwa             | ZSRR | Wysszaja Liga | 18    | 0      |
| 1954  | Dinamo Moskwa             | ZSRR | Wysszaja Liga | 24    | 0      |
| 1955  | Dinamo Moskwa             | ZSRR | Wysszaja Liga | 22    | 0      |
| 1956  | Dinamo Moskwa             | ZSRR | Wysszaja Liga | 19    | 0      |
| 1957  | Dinamo Moskwa             | ZSRR | Wysszaja Liga | 13    | 0      |
| 1958  | Dinamo Moskwa             | ZSRR | Wysszaja Liga | 16    | 0      |
| 1959  | Dinamo Moskwa             | ZSRR | Wysszaja Liga | 16    | 0      |
| 1960  | Dinamo Moskwa             | ZSRR | Wysszaja Liga | 17    | 0      |
| 1961  | Dinamo Moskwa             | ZSRR | Wysszaja Liga | 5     | 0      |

## Kariera reprezentacyjna
W reprezentacji Związku Radzieckiego Kriżewski zadebiutował 15 lipca 1952 roku w wygranym 2:1 meczu igrzysk olimpijskich w Helsinkach z Bułgarią. W 1958 roku został powołany do kadry na mistrzostwa świata w Szwecji. Na tym turnieju wystąpił w pięciu meczach: z Anglią (2:2), z Austrią (2:0), z Brazylią (2:0), z Anglią (1:0) i ćwierćfinale ze Szwecją (0:2). Od 1952 do 1958 roku rozegrał w kadrze narodowej 14 meczów.
| Mecze i gole w reprezentacji | Mecze i gole w reprezentacji | Mecze i gole w reprezentacji | Mecze i gole w reprezentacji | Mecze i gole w reprezentacji | Mecze i gole w reprezentacji | Mecze i gole w reprezentacji |
| #                            | Data                         | Stadion                      | Rywal                        | Wynik                        | Gol                          | Rozgrywki                    |
| 1952                         | 1952                         | 1952                         | 1952                         | 1952                         | 1952                         | 1952                         |
| ---------------------------- | ---------------------------- | ---------------------------- | ---------------------------- | ---------------------------- | ---------------------------- | ---------------------------- |
| 1.                           | 15.07.1952                   | Kotka, Finlandia             | Bułgaria                     | 2:1                          | 0                            | IO 1952                      |
| 2.                           | 20.07.1952                   | Tampere, Finlandia           | Jugosławia                   | 5:5                          | 0                            | IO 1952                      |
| 3.                           | 22.07.1952                   | Tampere, Finlandia           | Jugosławia                   | 1:3                          | 0                            | IO 1952                      |
| 1957                         |                              |                              |                              |                              |                              |                              |
| 4.                           | 01.06.1957                   | Moskwa, ZSRR                 | Rumunia                      | 1:1                          | 0                            | towarzyski                   |
| 5.                           | 23.06.1957                   | Moskwa, ZSRR                 | Polska                       | 3:0                          | 0                            | el. MŚ 1958                  |
| 6.                           | 21.07.1957                   | Sofia, Bułgaria              | Bułgaria                     | 4:0                          | 0                            | towarzyski                   |
| 7.                           | 27.07.1957                   | Moskwa, ZSRR                 | Finlandia                    | 2:1                          | 0                            | el. MŚ 1958                  |
| 8.                           | 15.08.1957                   | Helsinki, Finlandia          | Finlandia                    | 10:0                         | 0                            | el. MŚ 1958                  |
| 1958                         |                              |                              |                              |                              |                              |                              |
| 9.                           | 18.05.1958                   | Moskwa, ZSRR                 | Anglia                       | 1:1                          | 0                            | towarzyski                   |
| 10.                          | 08.06.1958                   | Göteborg, Szwecja            | Anglia                       | 2:2                          | 0                            | MŚ 1958                      |
| 11.                          | 11.06.1958                   | Borås, Szwecja               | Austria                      | 2:0                          | 0                            | MŚ 1958                      |
| 12.                          | 15.06.1958                   | Göteborg, Szwecja            | Brazylia                     | 0:2                          | 0                            | MŚ 1958                      |
| 13.                          | 17.06.1958                   | Göteborg, Szwecja            | Anglia                       | 1:0                          | 0                            | MŚ 1958                      |
| 14.                          | 19.06.1958                   | Sztokholm, Szwecja           | Szwecja                      | 0:2                          | 0                            | MŚ 1958                      |